# سوزان لاي
سوزان لاي (بالإنجليزية: Susan Lay) هي ممثلة بريطانية، ولدت في 13 مارس 1985.

## وصلات خارجية
- سوزان لاي على موقع IMDb (الإنجليزية)
- سوزان لاي على موقع قاعدة بيانات الفيلم (الإنجليزية)